# Rocky Kan
Rocky Kan fue un cantante español de Rock and roll de finales de los años 1950. Está considerado, junto a otros intérpretes, uno de los pioneros del género en el país.

## Biografía
Su verdadero nombre era José Luis Cano Olivera, y había nacido en Sevilla el 9 de septiembre de 1942. Hijo de un inspector de policía, su familia se trasladó a Zaragoza cuando él era todavía un niño. En la capital aragonesa trabajó, durante su adolescencia, como botones y camarero en varios establecimientos hosteleros, entre ellos el bar de oficiales de la base militar estadounidense. Según propio testimonio, fue allí donde conoció los nuevos ritmos que procedían de Estados Unidos y que ya entonces recibían el nombre de rock and roll.
Deslumbrado por el nuevo sonido y las canciones de artistas como Elvis Presley, Little Richard o Chuck Berry decidió convertirse en cantante de rock. Sus primeras actuaciones tuvieron lugar en locales de Zaragoza ya a principios de 1957. Ese mismo año se presentó a un concurso radiofónico interpretando temas de rock and roll y cambió su nombre real por el definitivo Rocky Kan.
En 1959 se instaló en Barcelona, en un intento por conseguir un contrato discográfico y publicar sus discos. No fue hasta el año siguiente cuando la compañía Iberofón lo fichó. Con ella publicó varios EP durante los siguientes años. Su producción, claramente adscrita al rock and roll, incluía versiones de temas estadounidenses, italianos y franceses; así como temas propios. Y, como era corriente en la época, alternaba las interpretaciones en inglés, italiano y español.
A finales de 1963 tuvo que realizar el servicio militar obligatorio, lo que supuso un parón artístico de casi dos años. A su reincorporación a la vida civil los cambios estilísticos y musicales acaecidos en 1964, tras la eclosión de la "British Invasion", el auge del beat y el rythm and blues y el surgimiento de miles de grupos en todo el país habían transformado la escena rock española. Los viejos rockers pioneros de finales de los 50 se veían obligados a amoldarse a las nuevas corrientes, cambiando su imagen y estilo, o a desaparecer. Este último fue el caso de Rocky Kan, aunque no sin antes grabar un último sencillo en 1965 (con la discográfica Zafiro), más orientado hacia el beat y el yeyé.
Retirado del mundo musical, montó varios negocios de hostelería en Zaragoza, se casó y formó una familia.
Un fatídico accidente de carretera acabó con su vida el 28 de diciembre de 1992, a la edad de 50 años.

## Discografía
- Ep: "Pitágoras / 24.000 besos / Mai, mai, mai, piu / Rock del fútbol" (Iberofón, 1960).
- Ep: "Dixieland Rock / King Creole / Movimiento de Rock / No charles más" (Iberofón, 1961).
- Ep: " ¿Qué dije yo? / Pony Time / Ya Ya Twist / El tren de mi pequeña" (Iberofón, 1962).
- Ep: " Twisteando el madison / Se oculta el sol / La Locomoción / Speedy Gonzales" (Iberofón, 1962).
- Ep: " Sheila / Tengo que volver /Todo es parte de ti / ¿Quieres bailar?" (Iberofón, 1963).
- Ep: " Vaya guateque / Bailar el twist / Ya Ya Twist / Se oculta el sol" (Iberofón, 1963).
- Ep: " El ritmo de la lluvia / Muñeca rota / Un diablo disfrazado / Una chica igual" (Iberofón, 1963).
- Sencillo: " El mejor remedio / Cada instante" (Zafiro, 1965).
- 2LP+CD + book 24 pag.:"El Primer Rocker Español de los 60" (Club Amigos del disco Aragonés, 2017).